# Lalandia

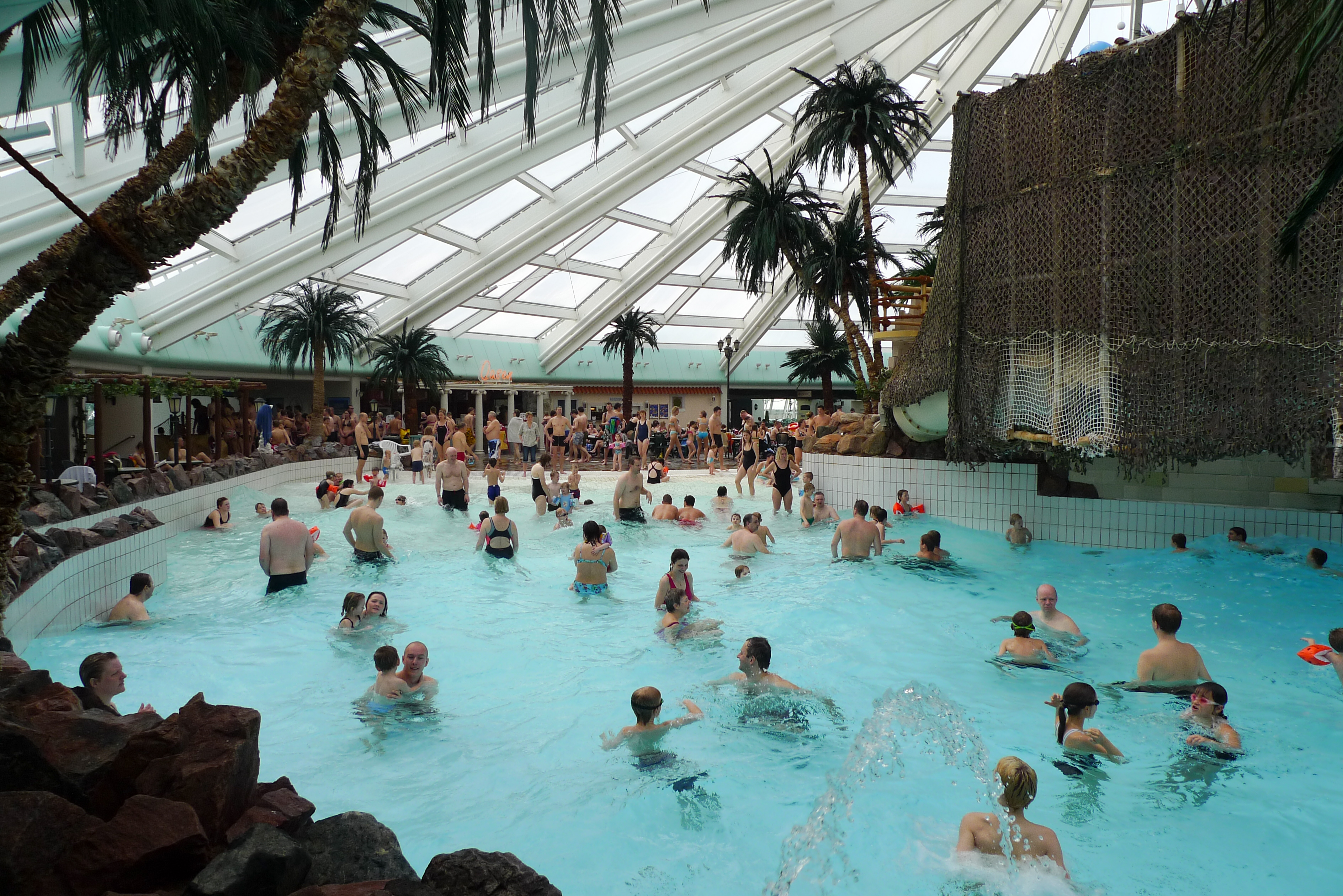
Vattenlandet på Lalandia Rødbyhavn

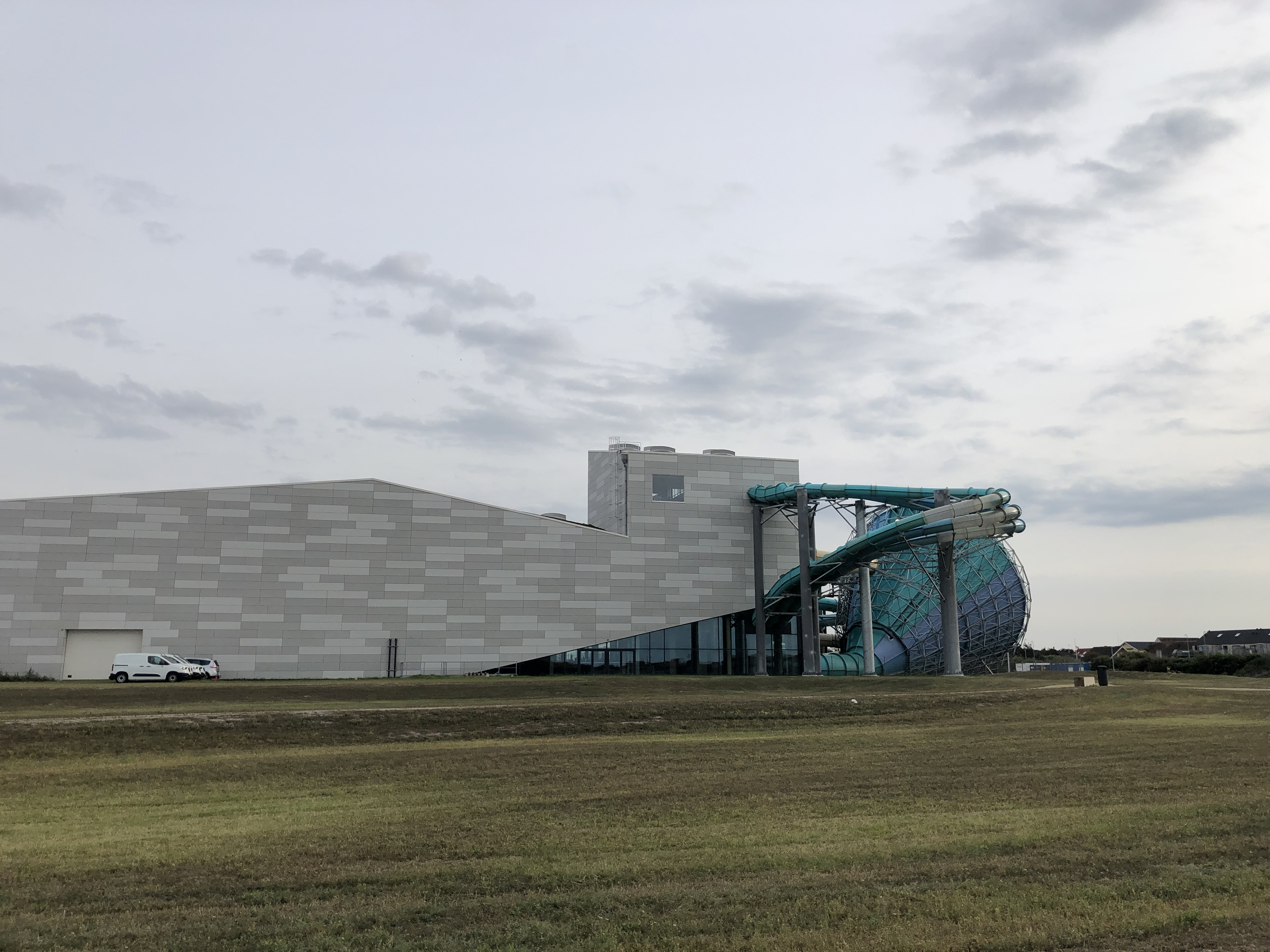
Lalandia Søndervig

Lalandia, som är namnet på Lolland på latin, är namnet på tre vatten- och äventyrsanläggningar i Danmark, som ägs av Parken Sport & Entertainment A/S. Den ursprungliga Lalandia-resorten öppnade 1988 och ligger i Rødbyhavn på Lolland. Den andra ligger i Billund på Jylland och öppnade 2009 och den tredje i Søndervig på Jylland och öppnade 2022.
Semesteranläggningen i Rødbyhavn består av vattenlandet "Aquadome", leklandet "Monky Tonky Land", en skridskobana, bowlinghall, gym, restauranger, affärer, en spelhall, en skidsimulator samt en minigolfbana.

## Projekt i Motala
Parken Sport & Entertainment A/S planerar att också anlägga en Lalandia vatten- och äventyrsanläggning i Varamon och Folkets park-området i Motala.